# بني البيضاء (مذيخرة)

تعديل مصدري - تعديل

بني البيضاء هي إحدى قرى عزلة الأفيوش بمديرية مذيخرة التابعة لمحافظة إب، بلغ تعداد سكانها 1954 نسمة حسب تعداد اليمن لعام 2004.